# Dark Shadows (film)
Pour les articles homonymes, voir Dark Shadows.
Pour plus de détails, voir Fiche technique et Distribution.
Dark Shadows, ou Ombres et Ténèbres au Québec, est une comédie horrifique fantastique américaine réalisée par Tim Burton sortie en 2012. Il s'agit de l'adaptation cinématographique de la série télévisée du même nom de Dan Curtis, diffusée de 1966 à 1971 sur ABC.
Le film débute en 1760. La famille Collins s'installe dans le Maine après avoir émigré de Liverpool et fonde une prospère entreprise de pêche. En 1775, la servante Angélique Bouchard, éprise de Barnabas Collins, se venge de son rejet en tuant ses parents et en le transformant en vampire. Après avoir causé le suicide de sa bien-aimée Josette et été enterré vivant, Barnabas est libéré en 1972. Il découvre que la ville et sa famille sont en ruine, et que son ancienne ennemie, Angélique, est toujours en vie. Barnabas doit affronter ses démons passés tout en essayant de sauver son héritage.

## Synopsis

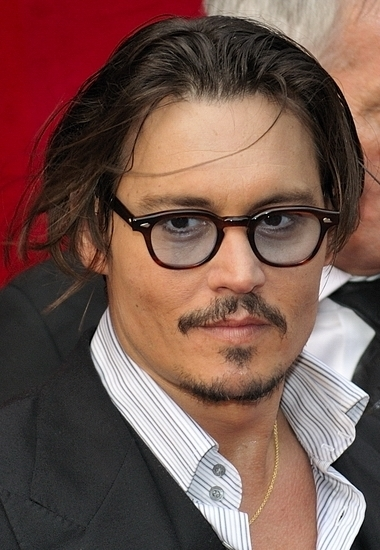
Johnny Depp (ici en 2009) interprète Barnabas Collins le vampire.

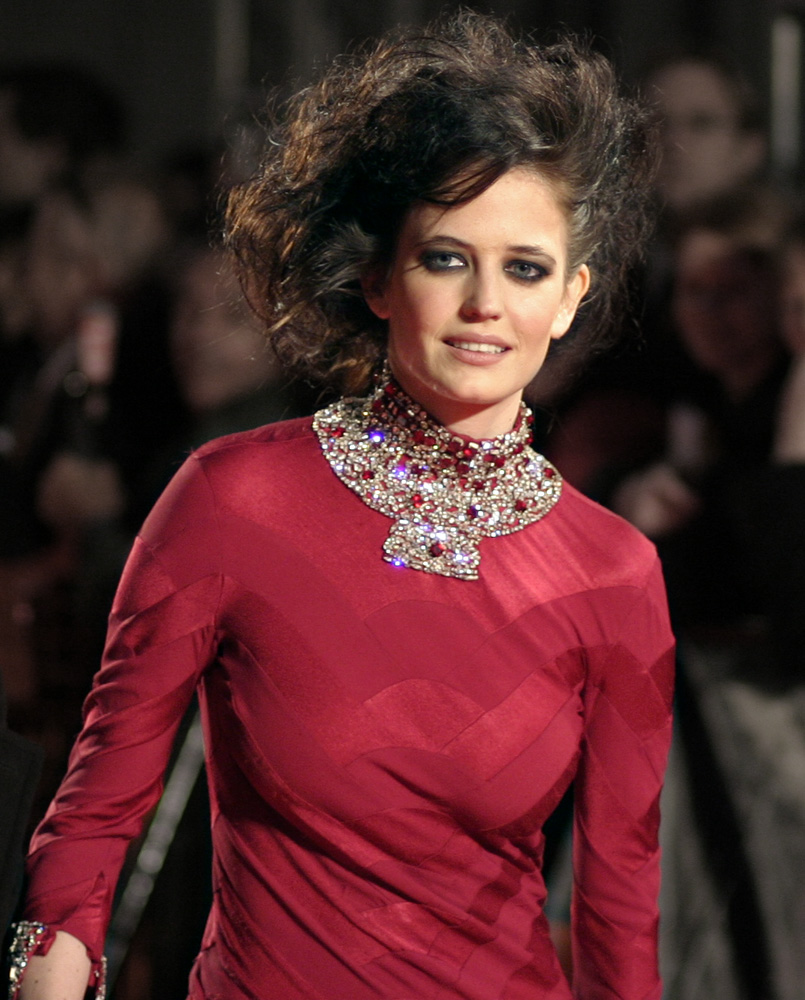
Eva Green (ici en 2007) interprète Angélique Bouchard, servante et sorcière.

En 1752, la famille Collins, composée de Joshua, Naomi et leur fils Barnabas, quitte Liverpool pour le Maine. Ils fondent une prospère entreprise de pêche qui transforme le petit village de Collinsport en une ville florissante. Cependant, la richesse et la réussite des Collins suscitent l'envie et la jalousie des villageois.
En 1775, Angélique Bouchard, la servante de Barnabas, tombe amoureuse de lui, mais il la rejette. Rejetée par Barnabas, Angélique se venge en tuant ses parents et en le transformant en vampire. Pour se venger encore davantage, elle utilise ses pouvoirs de sorcière pour provoquer le suicide de Josette, l'amour de Barnabas, et fait enterrer Barnabas vivant dans un cercueil enchaîné en pleine forêt.
Presque 200 ans plus tard, en 1972, Barnabas est accidentellement libéré de sa tombe par des ouvriers qui travaillent sur le site. Encore assoiffé de sang, il les tue avant de se rendre à la demeure familiale, Collinwood, maintenant en ruines. La ville et l'entreprise des Collins sont en déclin, et Barnabas découvre ses descendants : Elizabeth Collins Stoddard, la maîtresse des lieux ; sa fille Carolyn, une adolescente rebelle ; son frère Roger Collins et son neveu David, âgé de dix ans, persuadé de pouvoir communiquer avec le fantôme de sa mère décédée.
Barnabas rencontre également le docteur Julia Hoffman, une psychiatre alcoolique chargée de traiter David, ainsi que Victoria Winters, la nouvelle gouvernante qui ressemble étrangement à Josette. Barnabas, bien que désorienté par le monde moderne, décide de réhabiliter l'entreprise familiale et de restaurer la gloire de Collinwood.
Cependant, Angélique, maintenant sous le nom d'Angie, a survécu au fil des siècles et dirige maintenant l'entreprise concurrente Angel Bay. Lorsqu'elle apprend le retour de Barnabas, elle est déterminée à se venger. Elle se rend à la propriété Collins pour le rencontrer et le séduire. Barnabas, se souvenant de ses souffrances passées, la rejette de nouveau et se concentre sur la revitalisation de l'entreprise.
Barnabas commence à rénover Collinwood et rencontre des capitaines pour négocier des contrats de pêche. Il découvre que Julia Hoffman utilise son sang pour des expériences visant à obtenir l'immortalité. Il la tue et jette son corps dans la mer. Il fait aussi face à des conflits internes au sein de la famille et des menaces de la part d'Angie.
Un soir, Victoria, une gouvernante récemment arrivée pour s'occuper de David, a des visions troublantes et découvre un placard caché dans la maison, lié aux événements passés. Elle se confie à Barnabas, qui réalise qu'elle est également une victime des manipulations d’Angie. Barnabas et Victoria développent une relation intime, mais les événements prennent une tournure dramatique lorsque les locaux d'Angel Bay prennent feu.
Angie accuse Barnabas d'être responsable du sinistre et se prépare à le détruire. Un affrontement se déroule à Collinwood, où les forces occultes se manifestent et la maison commence à se fissurer. Pendant la bataille, Angie révèle qu’elle a tué les parents de Barnabas. Le fantôme de la mère de David intervient pour aider Barnabas. Angie, vaincue, se retrouve écrasée par un lustre.
En fin de compte, Collinwood est détruit par un incendie. La mère de David est ressuscitée, tandis que Barnabas se précipite vers Widow's Hill et trouve Victoria, qui dit qu'elle doit être un vampire s'ils veulent être ensemble. Lorsqu'il refuse, elle tombe de la falaise. Barnabas bondit après elle, lui mordant le cou. Désormais vampire, elle se réveille sous la forme de Josette, avec sa malédiction levée. Pendant ce temps, le Dr Hoffman, lié et au fond de la mer, est ressuscité par le sang de Barnabas et devient un vampire.

## Fiche technique
- Titre original et français : Dark Shadows
- Titre québécois : Ombres et Ténèbres[1]
- Réalisation : Tim Burton
- Scénario : Seth Grahame-Smith, d'après les personnages créés par Dan Curtis
- Musique : Danny Elfman
- Décors : Rick Heinrichs
- Costumes : Colleen Atwood
- Photographie : Bruno Delbonnel
- Montage : Chris Lebenzon
- Production : Graham King, Christi Dembrowski, Johnny Depp, David Kennedy et Richard D. Zanuck
- Sociétés de production : Village Roadshow Pictures, GK Films (en), Infinitum Nihil (en), The Zanuck Company
- Société de distribution : Warner Bros.
- Budget : 150 000 000 $[2]
- Pays de production :  États-Unis
- Langue originale : anglais
- Lieu de tournage : Pinewood Studios[3]
- Format : couleur — 35 mm – son stéréo, DTS, Dolby Digital
- Genre : comédie horrifique, fantastique
- Durée : 112 minutes
- Dates de sortie :
  - Belgique, France : 9 mai 2012
  - Canada, États-Unis : 11 mai 2012
- Classification :
  - France : tous publics
  - États-Unis : PG-13 for comic horror violence, sexual content, some drug use, language and smoking
  - Québec : G - déconseillé aux jeunes enfants
  - Royaume-Uni : 12A

## Distribution
- Johnny Depp (VF : Bruno Choël[4] ; VQ : Gilbert Lachance[5]) : Barnabas Collins
- Michelle Pfeiffer (VF : Emmanuèle Bondeville ; VQ : Élise Bertrand) : Elizabeth Collins Stoddard
- Helena Bonham Carter (VF : Laurence Bréheret ; VQ : Pascale Montreuil) : Docteur Julia Hoffman
- Eva Green (VF et VQ : elle-même) : Angélique "Angie" Bouchard
- Jackie Earle Haley (VF : Julien Kramer ;VQ : Éric Gaudry) : Willie Loomis
- Jonny Lee Miller (VF : Xavier Fagnon ; VQ : Antoine Durand) : Roger Collins
- Chloë Grace Moretz (VF : Lisa Caruso ; VQ : Ludivine Reding) : Carolyn Stoddard
- Bella Heathcote (VF : Olivia Dalric ; VQ : Romy Kraushaar-Hébert) : Victoria Winters/Maggie Evans/Josette du Pres
- Gully McGrath (en) (VF : Jules Timmerman ; VQ : Xigo Yi Hernan) : David Collins
- Alice Cooper : lui-même (caméo)
- Ray Shirley (en) : Madame Johnson
- Christopher Lee (VF : Michel Le Royer) : Silas Clarney
- Ivan Kaye : Joshua Collins
- Susanna Cappellaro (en) : Naomi Collins
- Justin Tracy : Barnabas Collins enfant
- Raffey Cassidy : Angélique Bouchard enfant
- Alexia Osborne (VF : Coralie Thuilier) : Victoria Winters / Maggie Evans enfant
- Hannah Murray : une hippie
- Sophie Kennedy Clark : une hippie
- Jonathan Frid, David Selby, Lara Parker et Kathryn Leigh Scott, qui interprétaient Barnabas Collins, Quentin Collins, Catherine Harridge Collins et Maggie Evans respectivement dans la série télévisée originale, font une apparition lors de la soirée tenue à Collinwood.

## Production

### Genèse et développement
En juillet 2007, Warner Bros. acquiert les droits du feuilleton Dark Shadows, diffusé sur ABC de 1966 à 1971 et créé par Dan Curtis. Le développement du projet est repoussé à cause de la grève de la Writers Guild of America de 2007. Une fois la grève terminée, Tim Burton est officiellement attaché au projet afin de réaliser le film. Autour de 2009, le scénariste John August écrit un premier jet pour Dark Shadows. En 2010, c'est l'auteur et scénariste Seth Grahame-Smith qui remplace John August à l'écriture du script. Cependant, ce dernier recevra néanmoins un crédit à l'écriture du synopsis pour sa contribution au projet.

### Attribution des rôles
Tim Burton fait appel une fois de plus à ses deux acteurs fétiches et collaborateurs Johnny Depp, qui interprète le vampire Barnabas, et Helena Bonham Carter, qui joue le rôle de la psychiatre Julia Hoffman.
C'est la seconde collaboration de Michelle Pfeiffer et du réalisateur, vingt ans après Batman : Le Défi, dans lequel l'actrice incarnait Selina Kyle/Catwoman. De plus, un autre collaborateur récurrent de Burton se joint à la distribution, Christopher Lee, plus connu pour son rôle de Dracula dans les films de la Hammer Film Productions, du comte Dooku dans Star Wars et de Saroumane dans la trilogie du Seigneur des Anneaux de Peter Jackson. Il a joué plusieurs petits rôles dans les films de Tim Burton, dont ceux du bourgmestre dans Sleepy Hollow, le pasteur Galswell dans Les Noces funèbres (La Mariée Cadavérique au Québec), le père de Willy Wonka dans Charlie et la Chocolaterie et la voix du Jabberwocky dans Alice au Pays des Merveilles. Dans Dark Shadows, ce dernier interprète Silas Clarney, un soi-disant « roi des pêcheurs », qui passe le plus clair de son temps à boire dans le pub local, The Blue Whale (en français « La Baleine Bleue »).

### Tournage
Le tournage commence en mai 2011. Le film est entièrement filmé en Angleterre, aux Pinewood Studios et en décors naturels.

### Musique
C'est à son collaborateur de longue date et grand ami Danny Elfman que Tim Burton confie l'écriture de la musique pour le film. Des extraits de la bande-sonore originale sont disponibles sur le site officiel du film. Le film utilise également des chansons d'époque, comme les grands titres de The Carpenters et Alice Cooper (qui apparaît dans le film) ainsi que Nights In White Satin des Moody Blues.

## Sortie et accueil

### Promotion
La première image officielle du film a été dévoilée, montrant la famille Collins, en septembre 2011, ainsi que deux photographies publiées, affichant Johnny Depp et Michelle Pfeiffer sous la direction de Tim Burton, et une image de Johnny Depp dévoilée en janvier 2012.
La première bande-annonce a été dévoilée, le 16 mars 2012.

### Critique
Le film reçoit un accueil critique très mitigé, recueillant 38 % de critiques positives, avec une note moyenne de 5,3/10 et sur la base de 230 critiques collectées, sur le site agrégateur de critiques Rotten Tomatoes. Sur Metacritic, il obtient un score de 55/100 sur la base de 42 critiques collectées.
Sur le site Allocine, la presse lui donne une moyenne de 3,5/5 pour 27 critiques et les spectateurs une moyenne de 3,5/5 pour une moyenne de 14 376 notes dont 1 818 critiques.

### Box-office
| Pays ou région | Box-office        | Date d'arrêt du box-office | Nombre de semaines |
| -------------- | ----------------- | -------------------------- | ------------------ |
| États-Unis     | 79 727 149 $,     | 16 août 2012               | 14                 |
| France         | 1 942 654 entrées | 21 août 2012               | 15                 |
| Monde          | 249 421 803 $     | 11 novembre 2012           | -                  |

Le film connait un certain succès commercial, rapportant environ 245 527 000 $ au box-office mondial, dont 79 727 000 $ en Amérique du Nord, pour un budget de 150 000 000 $. En France, il a réalisé 1 952 000 entrées.

## Projet de suite
L'idée d'une suite, et même une franchise cinématographique autour du film, a été un temps envisagée. En décembre 2011, l'actrice Michelle Pfeiffer espérait même que des suites du film fussent produites. Alors que plusieurs sources, dont Collider, mentionnaient la fin du film, ouverte, comme annonciatrice d'une suite, Tim Burton coupe court aux rumeurs en déclarant que cette fin ouverte n'était qu'un hommage à la "structure" soap-opera de la série originale et n'avait pas vocation à introduire une franchise.
En septembre 2019, la chaîne The CW annonce la mise en chantier d'une série Dark Shadows intitulée Dark Shadows : Resurrections. La série, détachée du film, serait plutôt une continuation du soap-opera d'origine et devrait introduire les personnages dans une époque contemporaine. Le tournage n'ayant pas encore débuté, elle n'est pas prévue pour diffusion avant 2021. Finalement, le projet ne verra jamais le jour.